# عشاق لاتین
عشاق لاتین (انگلیسی: Latin Lovers) فیلمی در ژانر موزیکال به کارگردانی مروین لیروی است که در سال ۱۹۵۳ منتشر شد. لانا ترنر و ریکاردو مونتالبان در این فیلم به ایفای نقش پرداخته‌اند.

## بازیگران
- لانا ترنر
- ریکاردو مونتالبان
- جان لوند
- لوئیس کالهرن
- جین هیگن
- بولا بوندی
- ریتا مورنو
- ادوارد فرانز
- پت فلرتی